# Jesper Jensen (håndboldspiller)
 Der er flere personer med dette navn, se Jesper Jensen.
Jesper Jensen (født 30. oktober 1977 i Aarhus) er en dansk tidligere håndboldspiller og nuværende håndboldtræner. Han har fra sommeren 2017 til sommeren 2024 været cheftræner for Team Esbjerg i Damehåndboldligaen og siden marts 2020 landstræner for Danmarks kvindehåndboldlandshold. Som aktiv spillede han for Håndboldliga-klubben Skjern Håndbold og indtil 17. februar 2011 på det danske landshold, hvor han fik debut, da Danmark vandt 27-26 over Sverige i Scandinavian Open i Sverige i september 2001.
Han var med til at føre Danmarks kvindelandshold til bronzemedaljer ved VM i kvindehåndbold 2021 i Spanien.

## Spillerkarriere
Jesper Jensen var playmaker og var gennem flere år en af Skjerns bærende kræfter. Han scorede en del mål, ikke mindst da han meget ofte skød straffekast, men derudover havde han et godt blik for sine medspillere. Han stoppede sin aktive karriere med udgangen af sæsonen 2012-13.
Jesper Jensen spillede, inden han kom til Skjern, i HEI, Skæring og Team Esbjerg. 
Han er bror til Trine Jensen (håndboldspiller i GOG og på landsholdet). 
Han blev i november 2006 far til Louise, som han fik sammen med Lotte Haandbæk, (Team Esbjerg).
På det danske landshold spillede han 120 landskampe og scorede 231 mål, og han fik sit gennembrud under EM i 2006, hvortil han egentlig kun kom med på afbud fra Lasse Boesen, og præstationen blev godt fulgt op med spil på et stabilt højt niveau under VM i 2007. På landsholdet stod han lidt i skyggen af Joachim Boldsen, men i modsætning til Boldsen spillede Jesper Jensen på landsholdet så vidt muligt ikke i forsvaret, idet han fysisk ikke var helt stærk nok til at matche mange af modstandernes – ofte meget store – bagspillere.

## Trænerkarriere
Jesper Jensen er efter afslutningen af sin aktive karriere blevet træner og var først cheftræner for Vejen EH (kvinder) i sæsonen 2013-14, inden han skiftede til en tilsvarende position for herreholdet i Aalborg Håndbold fra sommeren 2014, hvor han var, til han blev fyret i marts 2016.
Han blev i januar 2017 ansat som assistenttræner i Team Esbjerg, og efter at klubben fyrede Lars Frederiksen i maj 2017 blev Jesper Jensen forfremmet til cheftræner. Han blev i denne stilling frem til sommeren 2024.
Samtidig med posten i Esbjerg blev Jesper Jensen i foråret 2020 tillige landstræner for det danske kvindelandshold, og han stod derfor i spidsen for holdet, der vandt bronze ved VM 2021, sølv ved EM 2022 og bronze ved VM 2023.

## Resultater som spiller

### Landsholdet
- 2008 EM guld
- 2007 VM bronze

## Resultater som træner

### Kvindelandsholdet
- 2021 VM bronze
- 2022 EM sølv
- 2023 VM bronze
- 2024 OL bronze
- 2024 EM sølv